# Battaglia di Montjuïc (1641)
La battaglia di Montjuic fu uno scontro combattuto il 26 gennaio 1641 nel corso della sollevazione della Catalogna.
Le forze spagnole di Pedro Fajardo de Zúñiga y Requeséns attaccarono i ribelli catalani ed i loro alleati francesi asserragliati sul Montjuïc, l'altura che domina Barcellona, ma vennero respinti.
I ribelli contrattaccarono e costrinsero le truppe spagnole a ritirarsi in Tarragona, lungo la costa.